# Берлинская кухня

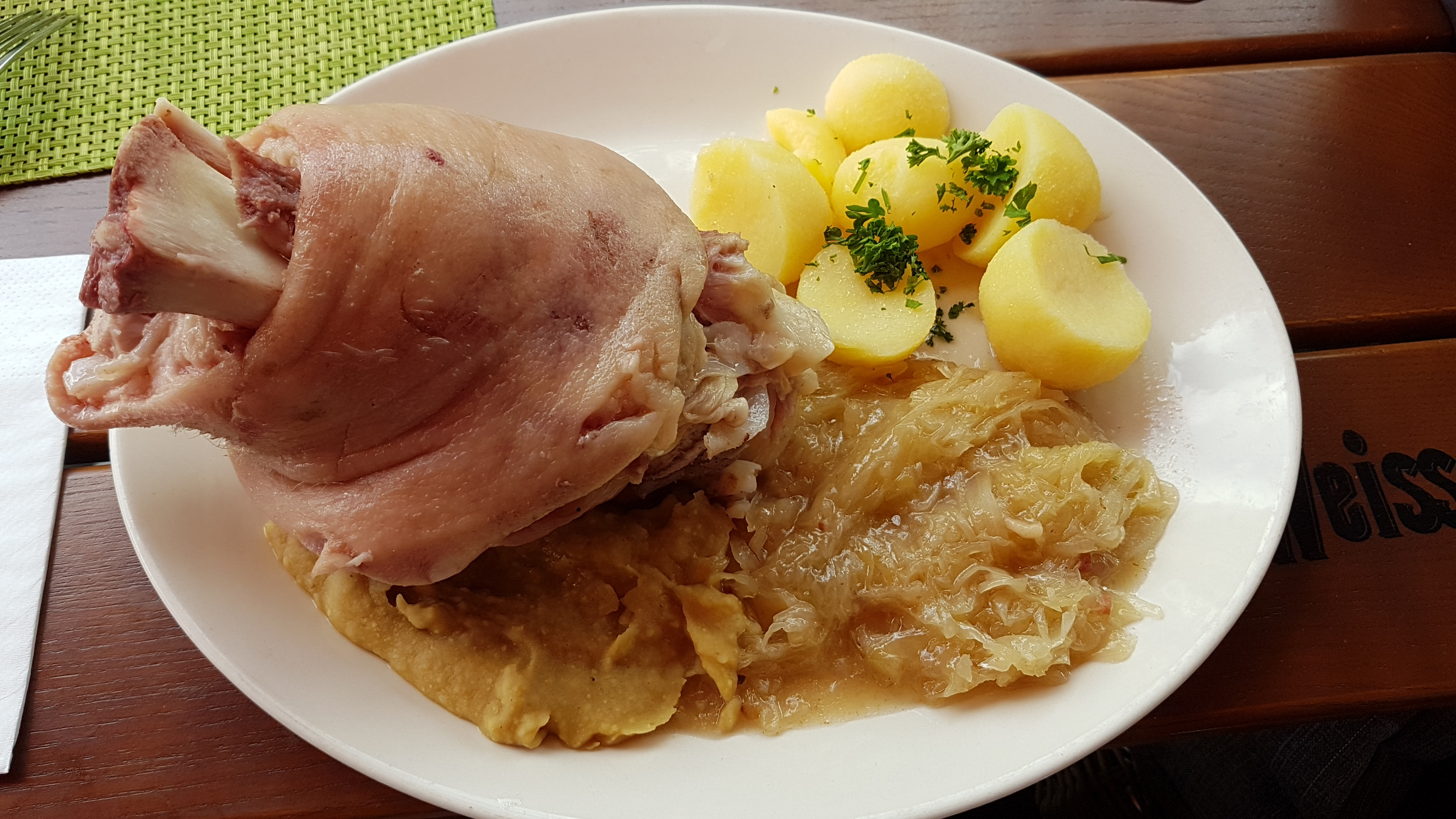
Отварной айсбайн с квашеной капустой, отварным картофелем и гороховым пюре

Берлинская кухня (нем. Berliner Küche) — традиционная региональная кухня в Берлине. Берлинцы используют те же продукты питания, что и в Бранденбурге, но берлинская кухня испытала влияние кулинарных традиций иммигрантов, прибывавших из соседних Силезии, Богемии, Восточной Пруссии, Померании и Мекленбурга, а также гугенотов. Пруссаки и протестанты, берлинцы приспосабливали чужие блюда под себя часто в упрощённом виде, отвергая трудоёмкие кулинарные приёмы и изысканные пряности.
Считается[кем?], что берлинцы питаются просто и больше ценят в еде питательность и плотность, чем её утончённый вкус. Берлинская и прусская кухни обязаны незавидной славой, впоследствии перенесённой на немецкую кухню в целом, королю-солдату Фридриху Вильгельму I, который экономил на всём, кроме армии, даже на питании королевской семьи. При дворе во времена Фридриха Вильгельма I продукты для короля закупались на рынке самые дешёвые, а чтобы сэкономить на персонале, на королевской кухне готовили не каждый день. На королевский стол часто подавали разогретые вчерашние блюда, трудно перевариваемые и жирные: квашеную капусту, гороховую кашу и солёную свинину (возможно, айсбайн), говяжьи губы и говяжьи копыта. Экономить на питании по примеру монарха были вынуждены и подданные. Традиционная любовь немцев к сытной еде и большим порциям сохранилась с древних голодных времён и не ослабевает, несмотря на увещевания диетологов. Типичные берлинские блюда готовят из свинины, курятины, рыбы (карпа, угря и щуки), капусты, бобовых (гороха, чечевицы, фасоли), свёклы, огурцов и картофеля.

## История
Тот, кто в путешествиях предпочитает заказывать фирменные региональные блюда, потому что они самые свежие и лучше всего приготовлены, в Берлине быстро лишится своей святой веры. Там не знают пощады: кровяная колбаса, кассельские рёбрышки, рубленый козлёнок (провёрнутые лёгкое и сердце), шпревальдские огурцы, голубцы и (опять из субпродуктов) знаменитая местная подмётка — «печень с яблоками, луковыми кольцами и картофельным пюре». Это нужно любить.
До XVIII века Берлин был небольшим городом и местом, где селились немцы из других германских регионов и протестанты-иностранцы, которые везли с собой кулинарные традиции своих стран. В XVII веке в Берлине появилась большая община гугенотов-французов, бежавших с родины под давлением католиков. Они привезли с собой в регион ранее неизвестные продукты — цветную капусту, спаржу, зелёный горошек и фасоль, огурцы, салат, которые с тех пор выращивают в районе Берлина. Ранее из-за скудной почвы здесь не культивировали капусту и свёклу, а самым распространённым овощем была тельтовская репка. В 1750 году курфюрст Фридрих II приказал фермерам начать выращивать картофель. Доступность соли с соляных шахт в Магдебурге, Галле и Шенебеке привела к широкому распространению маринования огурцов и сельди. С востока Пруссии в Берлин доставлялись шпревальдские огурцы. Популярность огурцов в блюдах берлинцев, так называемое «огуречивание» берлинской кухни, произошло, благодаря взаимодействию со славянскими кухнями, где есть «множество огуречных салатов, огуречных супов, солёных огурцов с горчицей и укропом».
В XIX веке численность населения Берлина возросла, как и потребление пива. К 1910 году Берлин стал одним из крупнейших пивоваренных центров в мире. Около тысячи пивоварен производили здесь пиво под различными торговыми марками. Одними из главных пивоваренных заводов были Бёцо, Паценхофер, Энгельгардт и Ландре.
Первая Зелёная неделя в Берлине прошла в 1926 году как ярмарка сельскохозяйственной продукции. На сегодняшний день это самая важная продуктовая ярмарка Германии.
Повседневная кухня в домах и ресторанах Берлина начала резко меняться с 1950-х годов, чему способствовали активная трудовая миграция, массовый туризм и растущая индустриализация производства, хранения и распределения продуктов питания. С 1960-х годов традиции региональных кухонь ослабли по всей Германии, благодаря унифицированному предложению в сетях супермаркетов. Тем не менее, Берлин может рассматриваться здесь как исключение, так как до 1990 года он был разделён пополам, в каждой из половин жителям были доступны разные продукты.
Берлинская кухня была также представлена на телевидении Германии. В сериале «Три дамы от гриля», который транслировался на канале ARD в 1976—1991 годах, основное внимание было уделено берлинской закусочной и её трём героиням. Прогрессивная интернационализация пищевых привычек в Берлине и рост вегетарианской диеты оказывали значительное влияние на развитие местной кухни после 1990 года.

## Фирменные блюда региона
Традиционные местные блюда включают густой гороховый суп лёффельэрбзен, касселер с квашеной капустой, жареную печень с яблоками, луком и картофельным пюре, жареного гуся с капустой и клёцками, свиную рульку с квашеной капустой и пюре из трав и говяжью грудку с хреном. Менее распространены картофель с беконом, кровяная колбаса и печёночная колбаса с картофельным пюре, кёнигсбергские клопсы с каперсами и картофельным пюре, рубленые котлеты булетты с картофельным салатом, свиная вырезка с луком и петрушкой, картофельные оладьи с яблочным соусом и блинами. Блюда из рыбы, которые раньше были широко представлены в каждом меню, вылавливалась из Хафеля и окрестных водоёмов. Среди них особого внимания заслуживают угорь под шпревальдским соусом, окунь в пивном соусе и щука, обжаренная с салатом в беконе. Рыбные блюда также готовились из карпа, линя, плотвы. Большой популярностью пользуются блюда из сельди. К фирменным блюдам берлинской кухни относятся касселер, шницель по-гольштейнски и карривурст. Десертным специалитетом в Берлине считается местный пончик, а слоёное печенье под сахарной глазурью в форме сердечек, именуемое в России «берлинским», в Германии называется прозаически «свиные ушки».

Блюда берлинской кухни
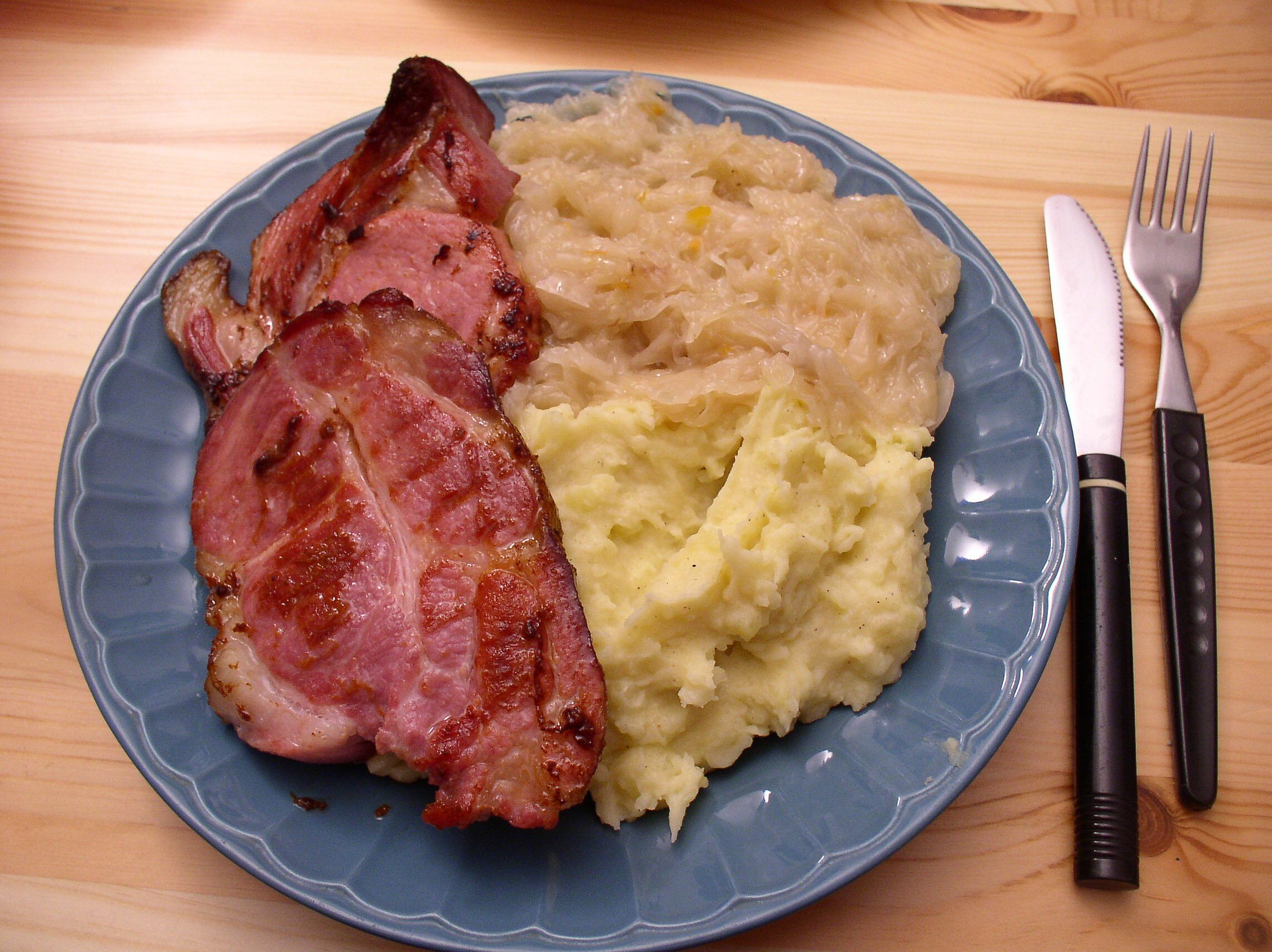
Касселер с квашеной капустой и картофельным пюре
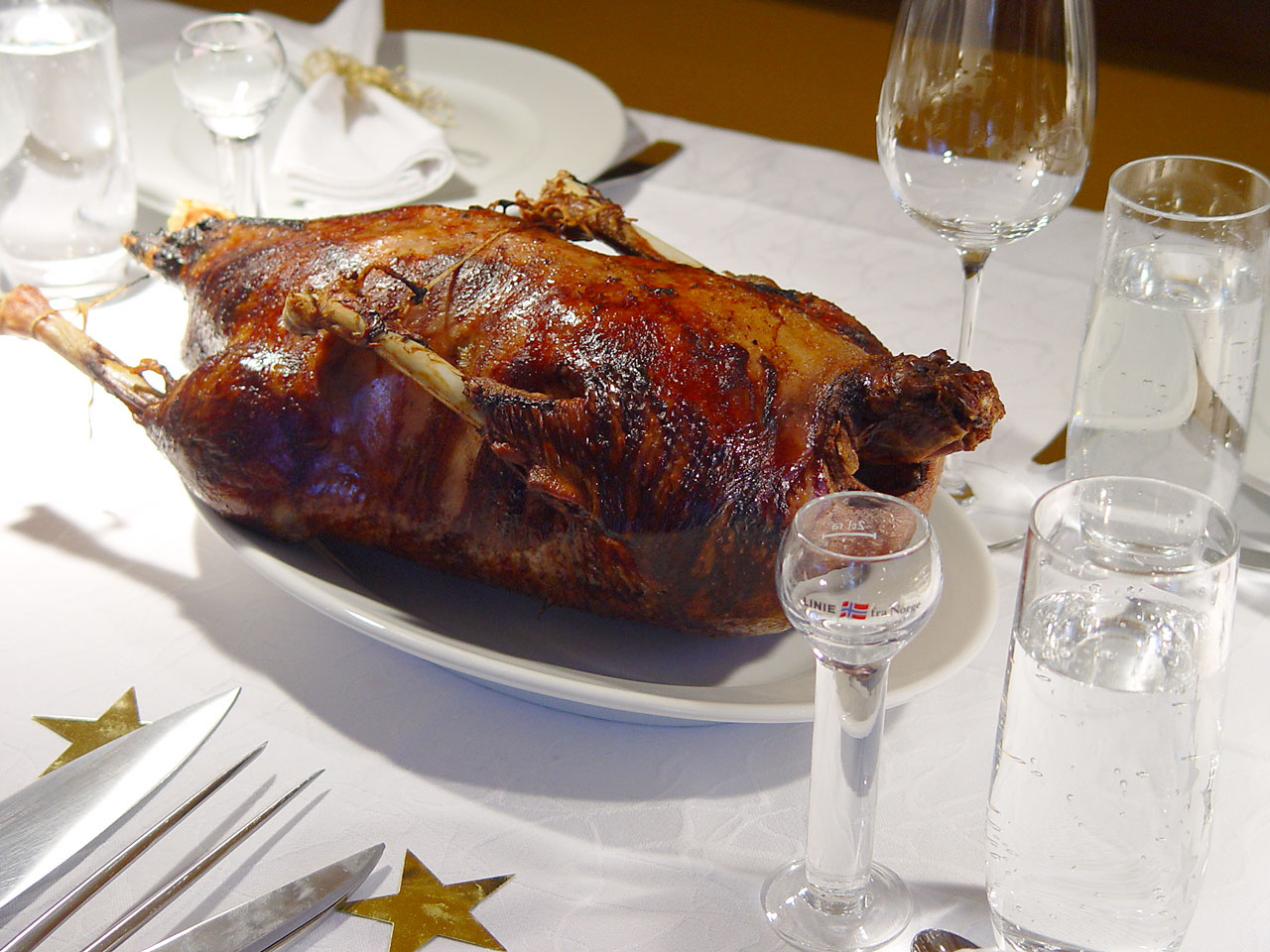
Рождественский гусь
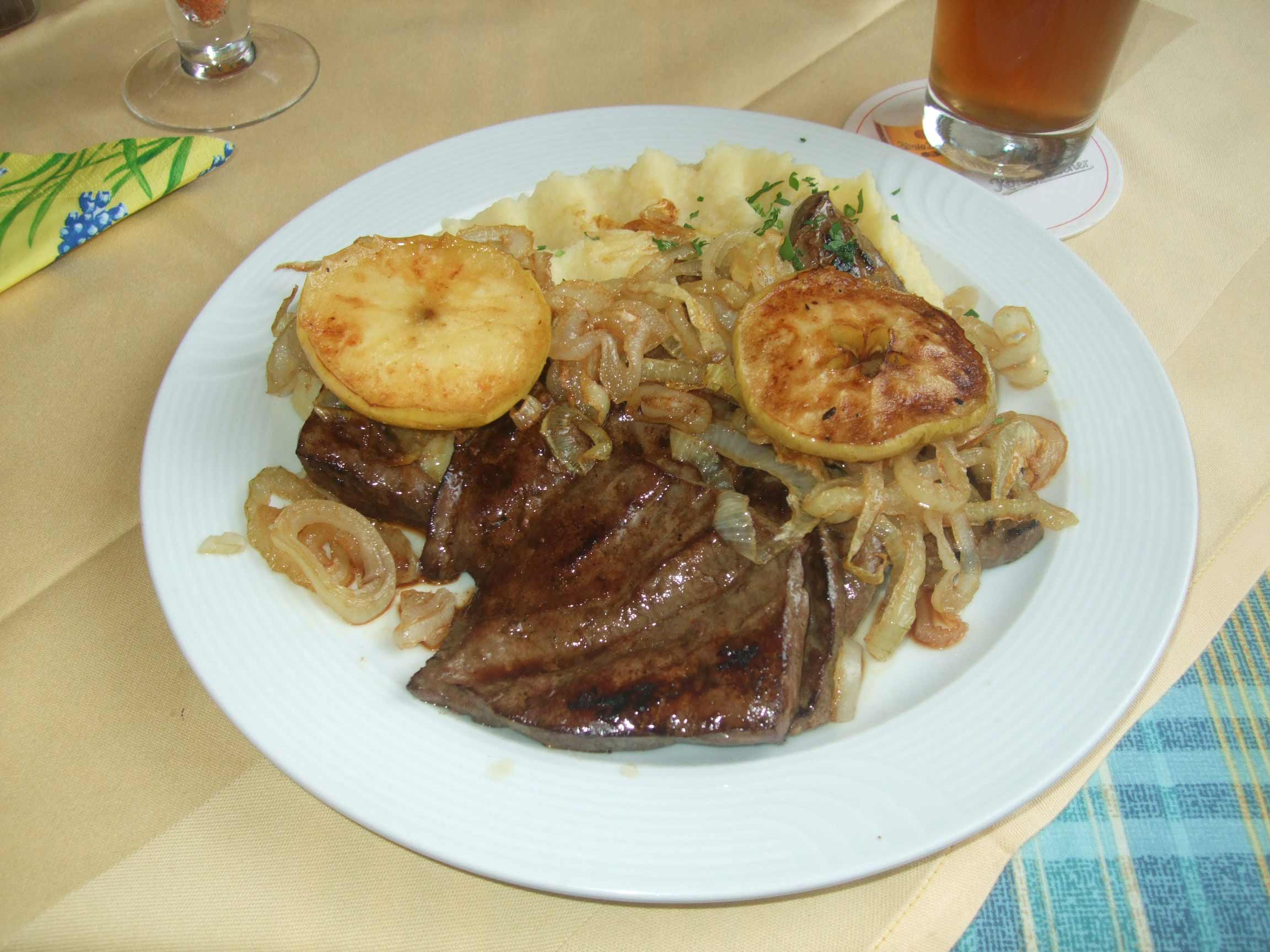
Печень по-берлински
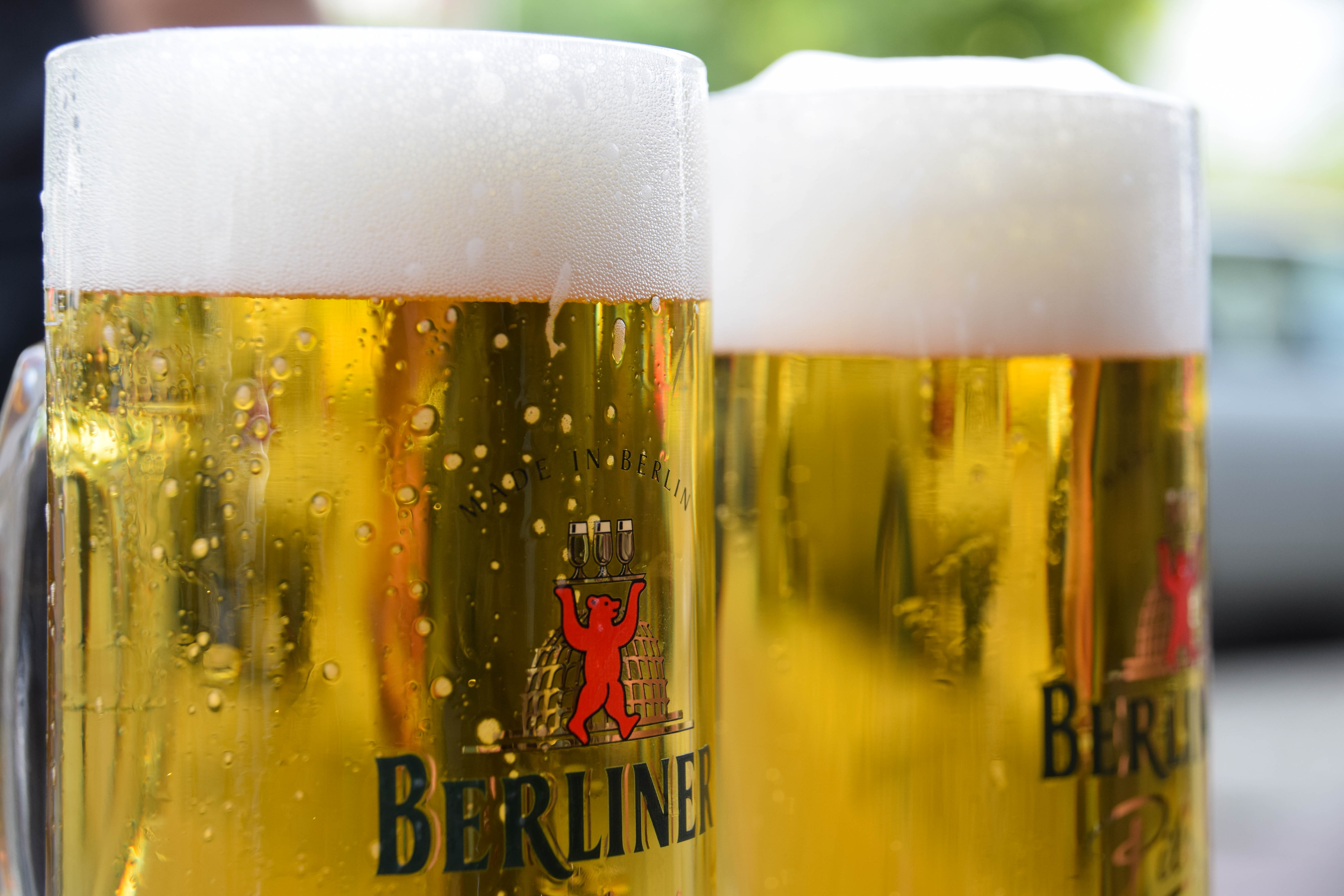
Берлинское пиво «Пильзнер»
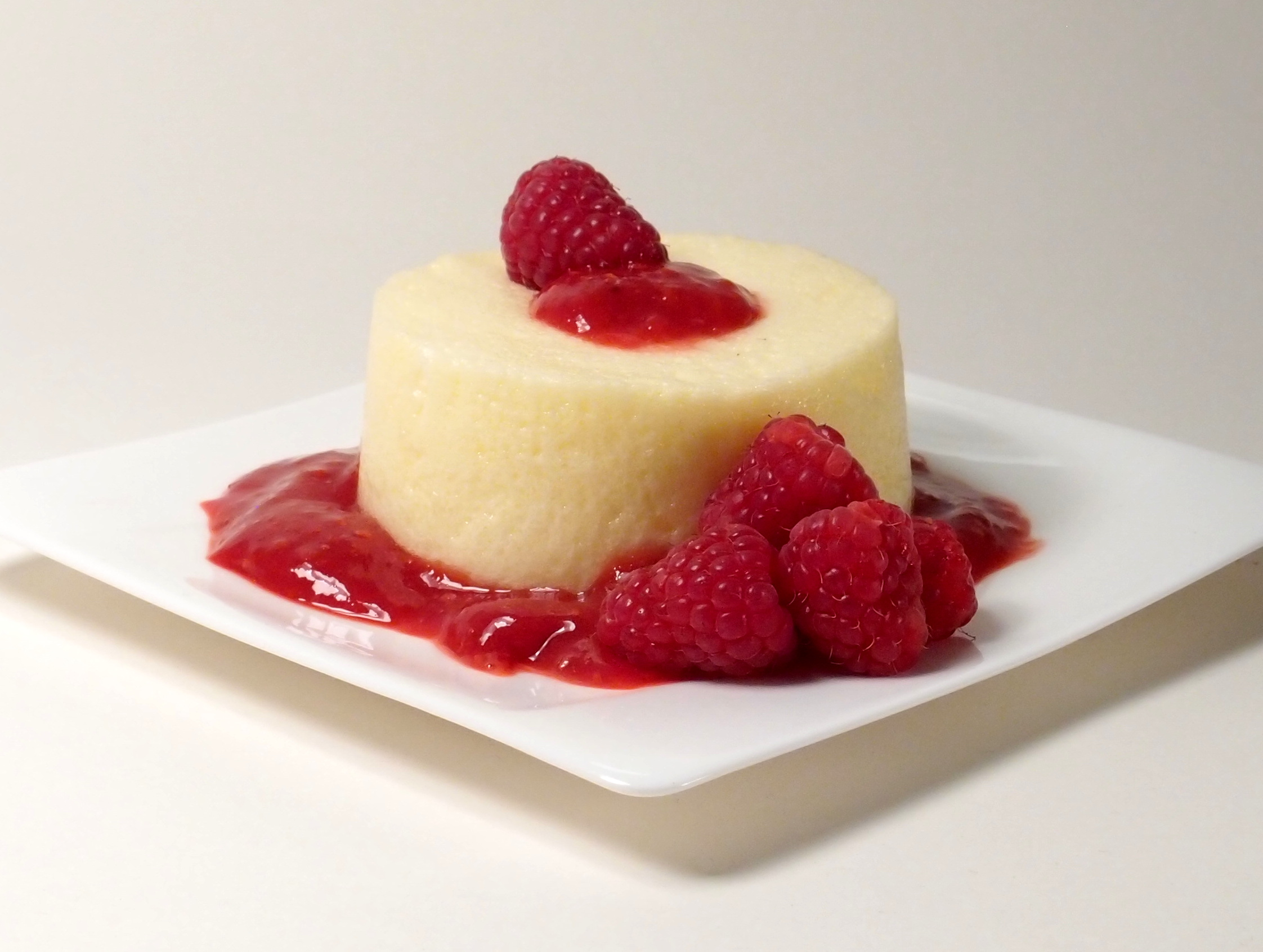
Берлинский воздух